# 明野バスストップ
明野バスストップ（あけのバスストップ）は、山梨県北杜市にある中央自動車道上のバス停留所である。案内上のバス停名は中央道明野である。

## 停車する路線
- 岡谷・上諏訪 - 新宿線（中央高速バス、山梨交通・アルピコ交通・京王バス・フジエクスプレス・JRバス関東）
韮崎BS - 明野BS - 須玉BS
- 甲府 - 名古屋線（名古屋ライナー甲府号、山梨交通・JR東海バス）
韮崎BS - 明野BS - 須玉BS

## バス停へのアクセス
JR韮崎駅より山交タウンコーチバス増富温泉郷行きに乗車、三村橋入口停留所から徒歩7分。

## その他
高速バス利用客の為の無料駐車場が併設されている。

## 周辺
- 国道141号
- 道の駅にらさき
- JR東日本中央本線新府駅